# 民間防衛隊 (東ドイツ)

国際人道法で定められた民間防衛を表す国際的な特殊標章。民間防衛隊でも使用された

民間防衛隊の旗

ドイツ民主共和国民間防衛隊（ドイツ語:  Zivilverteidigung der DDR, ZV）は、ドイツ民主共和国(東ドイツ)の民間防衛組織。災害や事故などの際に市民及び施設、財産等を防衛する事をその任務とした。また戦争など有事に際しては軍による戦闘から市民を防衛する役目も負っていた。

## 歴史

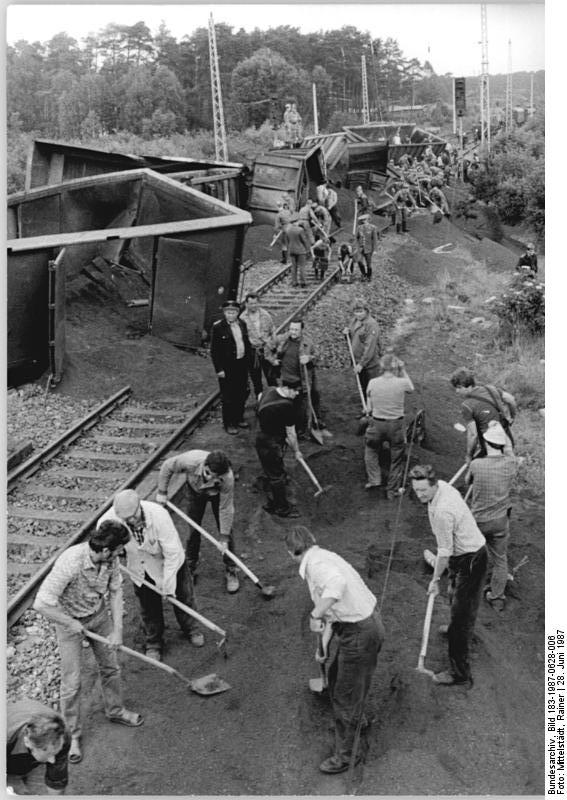
国家人民軍と共に鉄道事故の復旧作業に従事する民間防衛隊員(1987年)

ドイツにおける民間防衛のはじまりは、第一次世界大戦に遡る。平時における防衛のうち非軍事的な要素を軍以外が担うという意見は当時から存在しており、これは例えば戦災への対応などに見られる。また第二次世界大戦でも空襲およびそれに伴う火災などへの対策を行う非軍事的な民間組織が活動した。
ドイツ民主共和国では1950年代から防衛に関する諸措置と共に民間防衛に関する議論が交わされるようになった。これに従い消防隊の臨時編成などの制度が制定されたものの、これは1956年に廃止された。その後、内務省でも即応消防隊の編成が行われる事となり、地域自治体レベルでの作業部会が設けられ、関係幹部らはソ連防空学校などで訓練を積んだ。1958年2月11日には人民議会にて、後の民間防衛法の基礎となる防空法(Luftschutzgesetz)が制定された。これに基づいて州や県などの自治体単位、あるいは国有企業や官公庁単位での防空隊が編成された。1958年の防空法は警戒システム及び防空体制の確立、またそれに伴う組織体制の確立と防空管区の設定を目的としていた。
1970年9月16日には民間防衛法(Zivilverteidigungsgesetz)が制定された。これは有事を想定して防空法を拡張したもので、これに基づき民間防衛隊の設立が行われた。民間防衛法では救助、修復、医務、消防、防空、偵察、保安、地区の掌握などが民間防衛隊の任務として定められていた。また地区ごとに小隊(Züge)あるいは分隊(Gruppen)による部隊編成が行われた。

## 指揮系統
民間防衛隊の基本的な運用方針はドイツ民主共和国閣僚評議会によって決定されていた。また閣僚評議会における決定や命令などの発表はしばしば国防評議会を通じて行われた。総司令部はベルリンに設置された民間防衛隊本部(Hauptverwaltung Zivilverteidigung)である。しかし地区、県、市町村など地方自治体の首長にも指揮権が認められており、民間防衛隊の指揮系統は極めて複雑になっていた。こうした問題を解決する為、命令系統を整理するいくつかの布告が為されている。民間防衛隊では現職の国家人民軍の軍人（下士官、将校）が指揮官を務め、官公庁及び企業職員、その他市民による志願兵を指揮した。隊員には「Zivilverteidigung」と刺繍された袖章が与えられた    。

### 指導部
| 氏名・階級               | 任期      | 備考 |
| ------------------------ | --------- | --- |
| フリッツ・ペーター大将   | 1976–1990 | ドイツ民主共和国民間防衛隊隊長(Leiter der Zivilverteidigung der DDR)                                               |
| ルディ・シュッツ少将     | 1978–1986 | 副隊長たる参謀長(Stellvertreter des Leiters und Chef des Stabes)                                                   |
| ヴェルナー・ツァロバ少将 | 1986–1990 | 副隊長たる参謀長                                                                                                   |
| ロルフ・フィッシャー少将 | 1976–1990 | 副隊長たる住民及び経済保護長官(Stellvertreter des Leiters und Chef des Bevölkerungs- und Volkswirtschaftsschutzes) |
| クラウス・ルーデ少将     | 1978–1990 | 副隊長たる教育長官(Stellvertreter des Leiters und Chef Ausbildung)                                                 |
| クルト・ゾンマー少将     | 1977–1990 | 副隊長たる政治管理長官(Stellvertreter des Leiters und Chef der Politischen Verwaltung)                             |

## 訓練

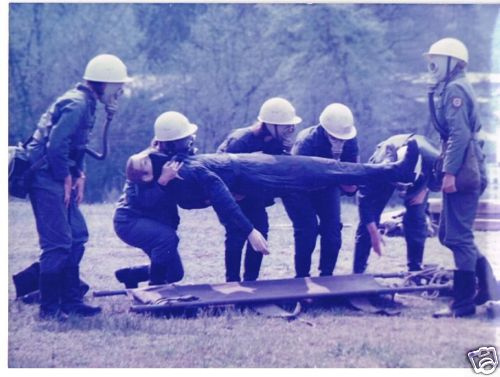
訓練中の民間防衛隊員

民間防衛隊の隊員は、各地の民間防衛隊県学校(Bezirksschulen ZV)で訓練・教育を受ける。また、ベースコーに設置されていたドイツ民主共和国民間防衛隊専門学校(Institut der Zivilverteidigung der DDR)は東独における最高教育機関の1つだった。最後の専門学校長はアルベルト・パンカウ少将が務めた。東独におけるその他の大学や専門学校でも、職業教育の一環として民間防衛に関する教育を施していた。職業学校や高校でも民間防衛の歴史が必修科目に指定されていた。

## 勲章・記章など
1970年9月16日、民間防衛隊功労章(Verdienstmedaille der Zivilverteidigung)が制定された。また1977年10月25日には民間防衛隊勤続記章(Medaille für treue Dienste der ZV)と民間防衛隊模範勤務記章(Medaille für treue Pflichterfüllung in der ZV)が制定された。